# Yuki Kikumoto
Yuki Kikumoto (født 10. juli 1993) er en japansk tidligere professionel fodboldspiller.
Han har spillet for flere forskellige klubber i sin karriere, herunder Renofa Yamaguchi FC.